# Central Tejo (arkitektoniskt komplex)

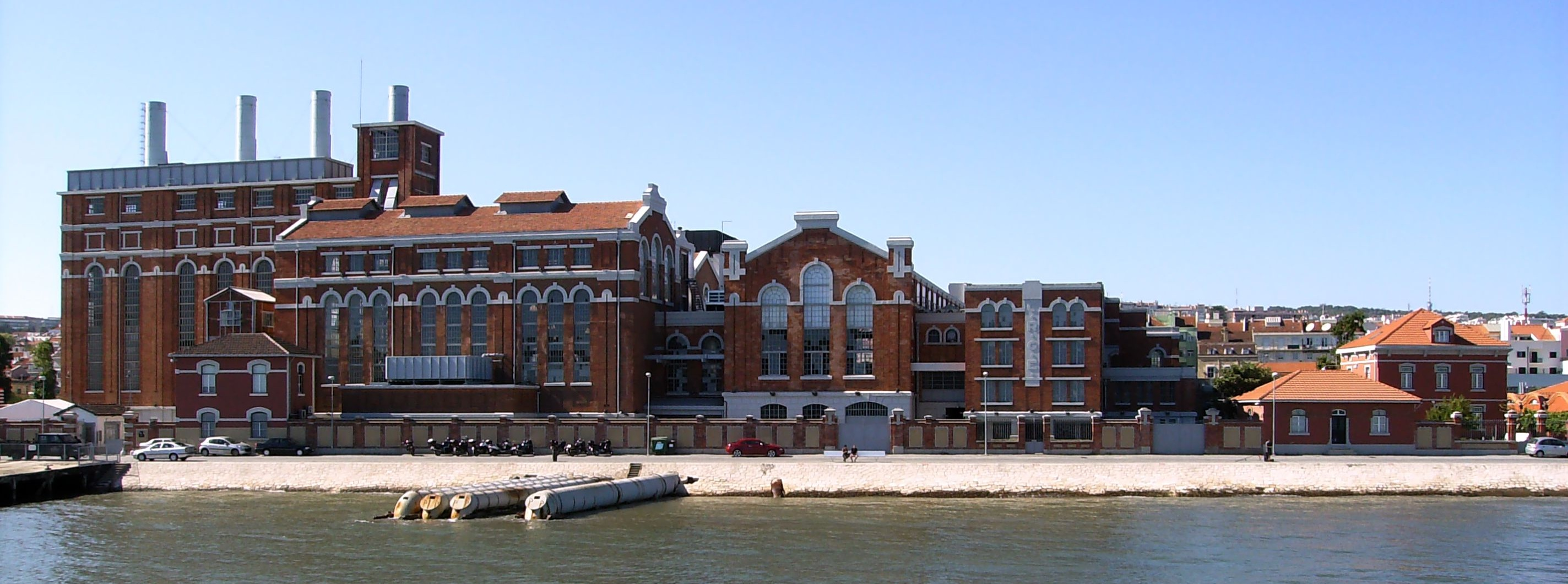
Central Tejo.

Central Tejo är ett tidigare värmekraftverk i Lissabon i Portugal som var i drift från 1909 till 1972.
Det öppnade som elektricitetsmuseum för första gången 1990 och åter år 2006 efter en omfattande renovering.
Det stora industriella komplexet  från första hälften av nittonhundratalet är, efter de successiva förändringarna och utbyggnaderna som gjorts under åren, fortfarande i perfekt skick. Dess exteriör i tegel, som är det sammanhållande elementet i komplexet, får det att sticka ut bland de omgivande byggnaderna och ger det en alldeles egen estetik. Innanför finns en järnram som stöder och bär upp hela byggnaden - Central Tejos verkliga stomme.

## Det ursprungliga Central Tejo
Före det nuvarande industriella komplexet fanns det på samma plats en liten “elektricitetsfabrik”, det ursprungliga Central Tejo, som fick smeknamnet Central da Junqueira i och med närheten till gatan med samma namn. Ingenting återstår av denna byggnad som uppfördes 1909, och var baserad på ett projekt av ingenjör Lucien Neu och med arkitektoniskt utförande av Charles Vieillard och Fernand Touzet. Den hade en klart modernistisk estetik och utsmyckningen fanns främst på dess norra och södra fasader. På den västra sidan av huvudbyggnaden fanns tre industriella byggnader som hade inrymt pannorna. I detta forna kraftverk urskilde sig de smäckra skorstenarna, en i tegelsten och en i järn, formad som en omvänd, hoptryckt kon.
Norra och södra huvudbyggnadens fasader, där generatorerna fanns, var dekorerade som andra arkitektoniska järnkonstruktioner vid denna tid exempelvis järnvägsstationer och marknader och präglades av modernistiska influenser, en trend som nyligen hade kommit till Portugal. De var uppdelade i tre sektioner som var separerade med pilastrar, som var friser, små fördjupningar som löpte horisontellt, och på toppen av uppsättningen fanns ett grovt brutet pediment.
Sidosektionerna hade två öppningar: den nedre var krönt av ett överstycke och toppen var krönt av ett infällt valv. Den centrala delen var högre än sidorna och särskilde sig genom sin stora öppning som gick ända från botten till toppen in i samma pediment och tvingade det att stiga. I en alfiz från det runda valvet, ingraverat i kakel, kunde man läsa: "1909/Cas Reunidas de Gaz e Electricidade [samlingsbolag för gas och el/elkraftverket Central Tejo]". 
De industriella hallarna i det gamla sockerbruket beläget i närheten av kraftverket, som ägdes av Companhia de Açúcar de Moçambique (Mozambiques sockerbolag) är från slutet av artonhundratalet. Dessa förvärvades i början av rivandet av det ursprungliga Central Tejo.
Det är en liten fabrik, sparsamt utsmyckad, men med en mycket karakteristisk form. Den består av två längsgående hallar med sågformat tak, ett slags centralt torn som fungerade som en silo och fyra tvärsgående byggnader i den västra delen, täckta med sadeltak. Samtliga öppningar var skyddade av en ram av tegel och krönta av ett lågt valv.

## Lågtrycksfasen
Lågtrycksbyggnaden började byggas under mitten av 1910-talet, men bygget fortsatte fram till 1930 eftersom man byggde ut och vissa förbättringar gjordes. Konstruktionen är präglad av modernismen, (som kallas Arte Nova i Portugal). Den har en järnstruktur och är belagd med det karakteristiska tegel som kom att användas även i högtrycksbyggnaden.
Det gamla pannrummet består av fyra byggnader, tre av samma storlek och en fjärde större byggnad, alla täckta av sadeltak, vilket skapar ett enda ljusinsläppande utrymme där inne. På östra sidan, och placerade på tvären gentemot dessa, finns ytterligare två byggnader som följer samma modernistiska estetik, dock har den byggnad som ligger längst bort, dvs. transformatorbyggnaden, ej sadeltak.
Dess relativt låga fasader kännetecknas av stora vertikala fönster, toppade med runda valvbågar. Ovanför stängs utrymmena genom ett slags gavel med markerade kanter och en överliggare. Under allt detta finns en platt bas där man inte ser tegelvalvet, som är dekorerat med låga valvramar som simulerar öppningar (en del av dem är verkligen öppningar) som "stöder" resten av fasaden.
Maskinrummets fasad kräver särskild uppmärksamhet. Överlag är det den som erbjuder de mest dekorativa motiven och har flest aspekter av modernismen, på samma sätt som i det ursprungliga Central Tejo och i de flesta av epokens kraftverk (kanske för att maskinrummet var hjärtat som genererade energin som producerades vid anläggningen), dock utan att bryta mot estetiken i resten av anläggningen. Vid dess bas finner man några skillnader i förhållande till andra fasader, till exempel att väggarna är beklädda med huggen sten, med undantag för de nedersta grova lagren och en hjässten ovanför de välvda öppningarna.
I tegelbeläggningen finns tre stora fönster som slutar i runda bågar, det mittersta är något större, och med en bandgjutning med en hjässten ovanför valven, som löper genom fasaden till sidorna av byggnaden. Den övre delen av fasaden, som också består av ett brutet pediment, har dekorativa lister tegelgjutningar som simulerar Lombardband. Vid ändarna av fasaden reser sig pilastrar från bas till takstol, och liknar två små torn som på en kyrkas fasad.
De längsgående fasaderna har en harmonisk komposition, med ett område uppdelat i tre ytor separerade med stora pilastrar; på alla dessa områden finns det tre stora fönster, utsmyckade med en hel ram som går längs med hela sidan. För vart och ett av dessa stora fönster finns det ett mindre fyrkantigt fönster i en sorts frids överst på byggnadens sida.

## Högtrycksfasen
I högtrycksbyggnaden skiljer sig de dekorativa motiven från lågtrycksbyggnaden, där den klassiska influensen bidrog med höjd och monumentalitet. Ändå upprepas samma tegelbeläggning. Insidan liknar rummet för lågtryckspannor, och den platta som skiljer askrummet från pannorna är täckt med halvrunda valv, och den enda skillnaden mellan de två som finns i lågtrycksbyggnaden är att dessa är gjorda av kakel och i högtrycksbyggnaden är de gjorda av byggbetong.
Byggnaden uppfördes på 40-talet med klassiska influenser från renässanspalatsen, som var en sann bild av sin tid och de auktoritära sammanhang som styrde Portugal på den tiden.
Dess struktur är ett äkta stycke ingenjörskonst, en arkitektonisk järnskapelse som saknar motstycke i Lissabon, och som inte bara bär upp all tegelbeklädnad utan även alla pannor, skorstenar och vattentanken, som finns på byggnadens tak.
Estetiskt sett följer fasaden en modell av ett renässanspalats, indelat i bas, pilastrar och entablature. Huvudstrukturen har stora fönster som slutar med runda valvbågar med en central hjässten och som omges av en ram som täcker hela fasaden. Mellan dessa finns stora pilastrar som skär igenom fasaden, från botten av basen till toppen av entablaturen.
Den övre entablaturen har två oberoende friser. Den nedre är dekorerad med blindarkader, inramade av friser, och den övre delen har samma upplägg men med utrymmen som angetts av friser som bildats av fönster.
Närmast lågtrycksbyggnaden står ett litet torn och, högre än allt annat: de skorstenarna för högtryckspannorna, och vid deras bas finns hela mekanismen för rökutsugning och utnyttjande av luft.